# The Best 2000
The Best 2000 – ósmy album zespołu Milano wydany w 2000 roku w firmie fonograficznej Green Star. Płyta zawiera 16 piosenek w tym 4 premierowe.

## Lista utworów
1. „Jasnowłosa”
2. „Bara bara”
3. „O tobie kochana 96"
4. „Dziewczyno moich snów”
5. „Jesteś moją naj...”
6. „Wakacje”
7. „Byłaś, jesteś wiem”
8. „Uwierz proszę”
9. „Obejmij mnie”
10. „Ty i tylko ty”
11. „O tobie kochana 98"
12. „Brązowe oczy”
13. „Tylko ty”
14. „To niemożliwe”
15. „Wszyscy razem”
16. „Everybody frytki”